# Benjamin F. Tracy
Benjamin Franklin Tracy, född 26 april 1830 i Tioga County, New York, död 6 augusti 1915, var en amerikansk republikansk politiker och general. Han tjänstgjorde som USA:s marinminister under Benjamin Harrison 1889–1893.
Tracy gick med i republikanerna redan under 1850-talet. Han tjänstgjorde som brigadgeneral i nordstaternas armé under amerikanska inbördeskriget och belönades 1895 med utmärkelsen Medal of Honor för insatserna i slaget i vildmarken i maj 1864. Han arbetade från 1866 till 1877 som federal åklagare.
Tracy tjänstgjorde 1881–1882 som domare i delstaten New Yorks appellationsdomstol (New York State Court of Appeals). Han efterträdde 1889 William Collins Whitney som marinminister. Tracy ville förnya USA:s flotta och han eftersträvade förmågan att vara operativ på två fronter samtidigt (two-ocean navy). Han fick stöd för sina tankar från teoretikern Alfred Thayer Mahan vars inflytelserika bok The Influence of Sea Power upon History, 1660-1783 utkom 1890. Kongressen godkände i juni 1890 lagen Navy Bill för byggandet av tre slagskepp. Två år senare gick förslaget om ett fjärde slagskepp igenom. Tracy efterträddes 1893 som marinminister av demokraten Hilary A. Herbert.
Tracy kom på tredje plats i borgmästarvalet i New York 1897. Demokraten Robert Anderson Van Wyck vann valet och Seth Low som ställde upp för Citizens Union kom på andra plats.
Tracy avled 1915. Han gravsattes på Green-Wood Cemetery i Brooklyn.